# 反民族行為特別調査委員会
反民族行為特別調査委員会（はんみんぞくこういとくべつちょうさいいんかい）とは、1949年に大韓民国制憲国会で制定された、反民族行為処罰法に基づき日本統治時代に日本に協力したものを反民族行為者として処罰するために制憲国会内に設置された特別委員会のこと。反民特委（반민특위、パンミントゥグイ）ともいう。

## 概要
1949年1月8日、親日派を断罪するため、反民族行為特別調査委員会が発足する。1950年に反民族行為特別委員会は解散された。2004年7月30日には、盧武鉉韓国大統領は「反民族行為特別調査委員会を解体して以来、誤った歴史を正すことができず、これまで遅延されている。誰かが、同問題を解決しなければならない」などと述べている。